# Conner, Apayao
Conner là một đô thị cấp ba ở tỉnh Apayao, Philippines. Theo điều tra dân số năm 2015, đô thị này có dân số 26.051 người trong.

## Các đơn vị hành chính
Conner, về mặt hành chính, được chia thành 21 khu phố (barangay).
| - Allangigan - Buluan - Caglayan (New Pob.) - Calafug - Cupis - Daga - Guinamgaman - Karikitan - Katablangan - Malama - Manag | - Nabuangan - Paddaoan - Puguin - Ripang (Old Pob.) - Sacpil - Talifugo - Banban - Guinaang - Ili - Mawegui |